# Encostas do Noroeste
As Encostas do Noroeste são uma região do estado de Nova Gales do Sul, na Austrália. As áreas administrativas da região incluem a cidade de Tamworth, Gunnedah, Moree, Narrabri e Inverell.